# کیم جون-هیون
کیم جون-هیون (کره‌ای: 김준현؛ زادهٔ ۱۶ نوامبر ۱۹۸۰) کمدین اهل کره جنوبی است که تا سال ۲۰۲۱ زیر نظر کمپانی جی‌دی‌بی انترتینمنت بود.
مذهب او کاتولیسیسم است.

## فیلم‌شناسی

### برنامه‌های تلویزیونی
| سال                   | عنوان                          | توضیحات                                          |
| --------------------- | ------------------------------ | ------------------------------------------------ |
| ۲۰۰۷–۲۰۱۴             | گاگ کنسرت                      | عضو گروه بازیگران                                |
| ۲۰۱۳–۲۰۱۵             | شرایط انسانی                   | عضو گروه بازیگران (پایلوت، قسمت ۱–۹۲)            |
| ۲۰۱۴                  | پادشاه غذا                     | یکی از مجریان                                    |
| ۲۰۱۵                  | حیوانات                        | میزبان                                           |
| ۲۰۱۵                  | سن من چشه؟                     | میزبان                                           |
| ۲۰۱۵                  | Machohouse                     | میزبان                                           |
| ۲۰۱۵                  | همیشه کانتاره فصل ۲            | میزبان                                           |
| ۲۰۱۵                  | همان تخت                       | پنلیست ثابت (قسمت‌های ۲۸–۴۴، به جز قسمت‌های ۴۲–۴۳) |
| ۲۰۱۵–۲۰۲۱             | بچه‌های خوشمزه                  | یکی از مجریان                                    |
| ۲۰۱۵–اکنون            | ساتردی نایت لایو               | عضو گروه بازیگران                                |
| ۲۰۱۵–۲۰۱۷             | سه آشپز برتر بک جونگ وون       | میزبان (قسمت‌های ۱–۹۳)                            |
| ۲۰۱۶–۲۰۱۷             | ترفند و حقیقت                  | یکی از مجریان                                    |
| ۲۰۱۶–۲۰۱۹             | لایف بار                       | میزبان                                           |
| ۲۰۱۷                  | دوتایی فوق‌العاده فصل ۲         | یکی از مجریان                                    |
| ۲۰۱۷–۲۰۲۱، ۲۰۲۲–اکنون | خوش آمدی، اولین بار در کره‌ای؟  | میزبان                                           |
| ۲۰۱۹–۲۰۲۰             | بتل تریپ                       | میزبان                                           |
| ۲۰۲۰–اکنوت            | آهنگ‌های جاودانه                | میزبان                                           |
| ۲۰۲۱                  | ایستگاه ساده سون هیون جو       | مجری به همراه سون هیون-جو                        |
| ۲۰۲۱                  | چرا کلاسیک است (فصل)           | میزبان                                           |
| ۲۰۲۱                  | مؤسسه تحقیقاتی آشپزی خانه بزرگ | میزبان اصلی                                      |
| ۲۰۲۱                  | چیکن وارز                      | میزبان                                           |
| ۲۰۲۲                  | یک میز درختی                   | عضو گروه بازیگران                                |
| ۲۰۲۲                  | هارت بیتس ۳۸٫۵                 | میزبان                                           |
| ۲۰۲۲                  | روز غذا خوردن                  | میزبان                                           |